# Світанок, полудень, захід і сутінки
«Світа́нок, по́лудень, за́хід і су́тінки» — картина іспанського художника  Сальвадора Далі, написана у 1979 році. Зберігається у Театрі-музеї Сальвадора Далі у Фігерасі.

## Опис
Робота була написана за пропозицією Центру Жоржа Помпіду, аби представити на ретроспективній виставці творчості Далі також роботи останнього пероіду. Виставка проходила в Центрі Жоржа Помпіду в Парижі з 18 грудня 1979 по 14 квітня 1980 року.
Картина написана у запаморочливо вібруючих кольорах, фарби накладаються на поверхну переважно прямо з тюбику, абсолютно безсистемно. Одні ділянки, незаповнені, виражають спокій та умиротворення, а інші, з нагромадженням фарби, — акумулюють напруження. В цілісну композицію картину об'єднують тінь, що проходить на передньому плані, та злегка припіднята діагональ, що разом організовують структуру усього полотна.
Далі в одній роботі зміг показати плин часу, як це робив німецький художник Альтдорфер котрий зображав на одному полотні весь хід битви. Далі відтворює день за днем, повторюючи жіночу фігуру з «Анжелюса» Мілле, і ми бачимо, як вона змнюється, завдяки вібрації кольору та відтінків, що за волею художника набувають більшої або меншої інтенсивності.